# إنازاوا (آيتشي)
إينازاوا مدينة تقع ضمن محافظة آيتشي في اليابان، تأسست في 11/1/1958، بلغ عدد تعداد سكانها في 1 يناير – 2008 حوالي 137475 مساحتها الإجمالية حوالي 79.3 كم٢ لتصبح كثافة سكانها 1734 نسمة لكل كيلو متر مربع.

## معرض صور

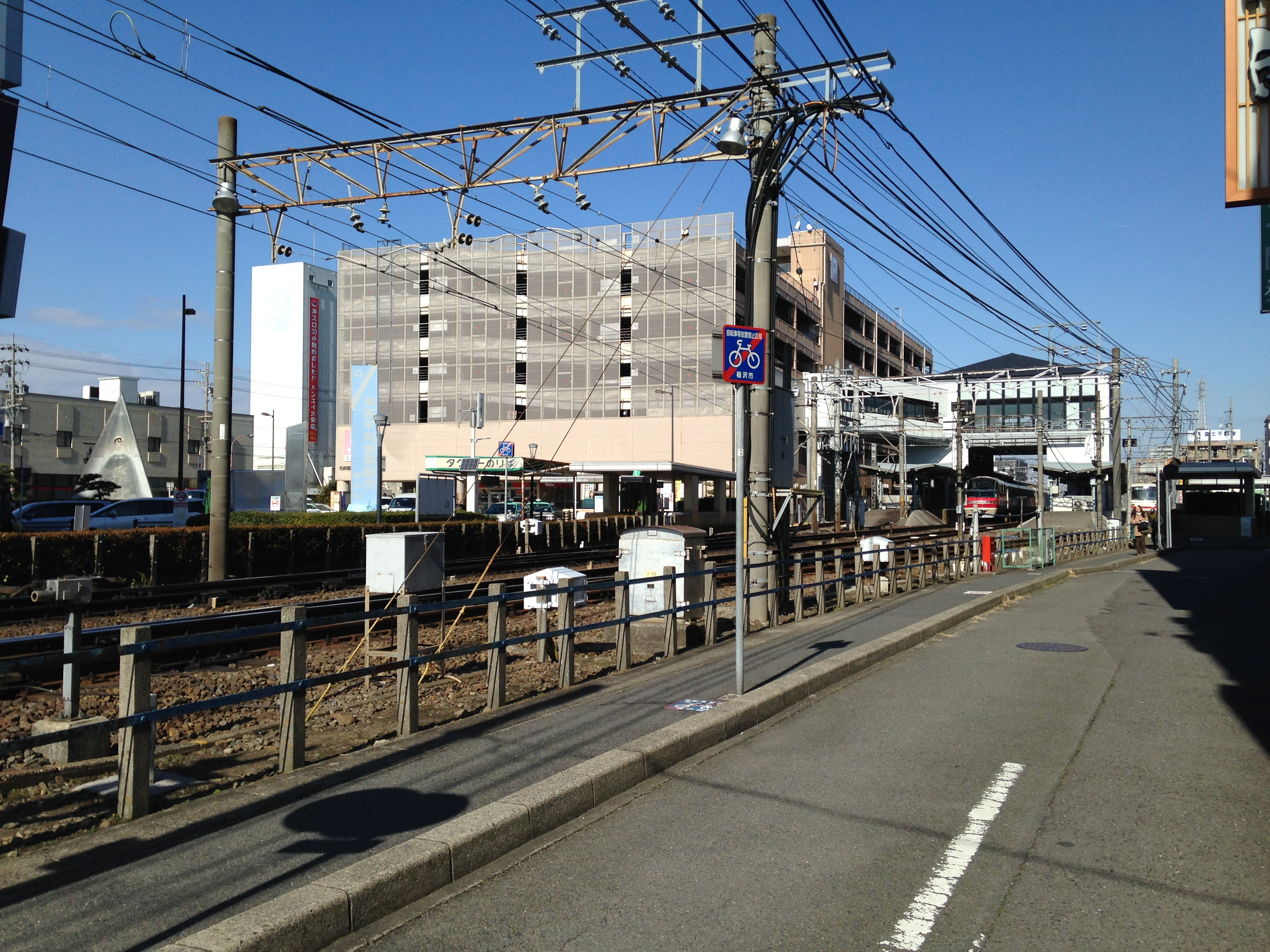
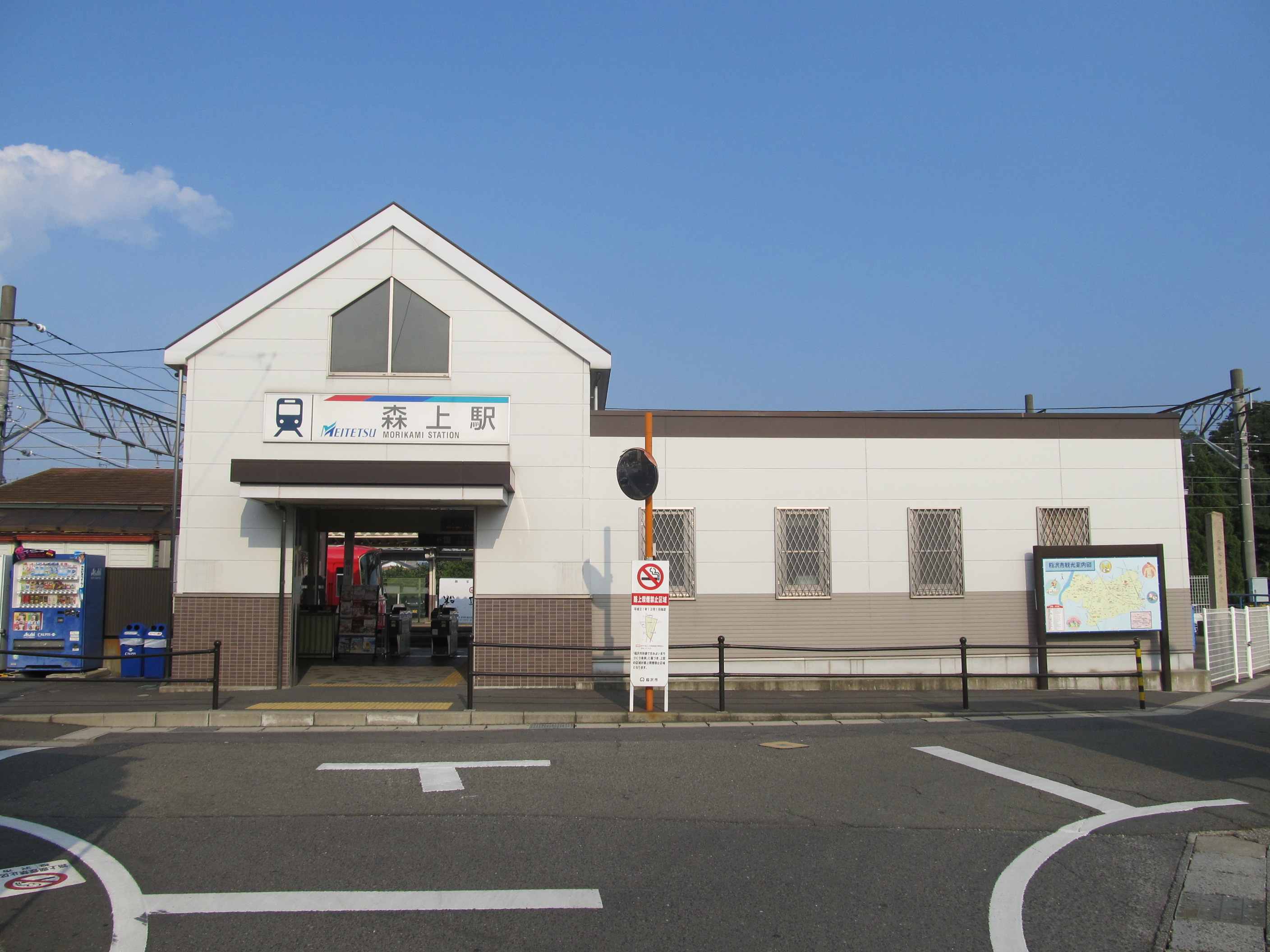
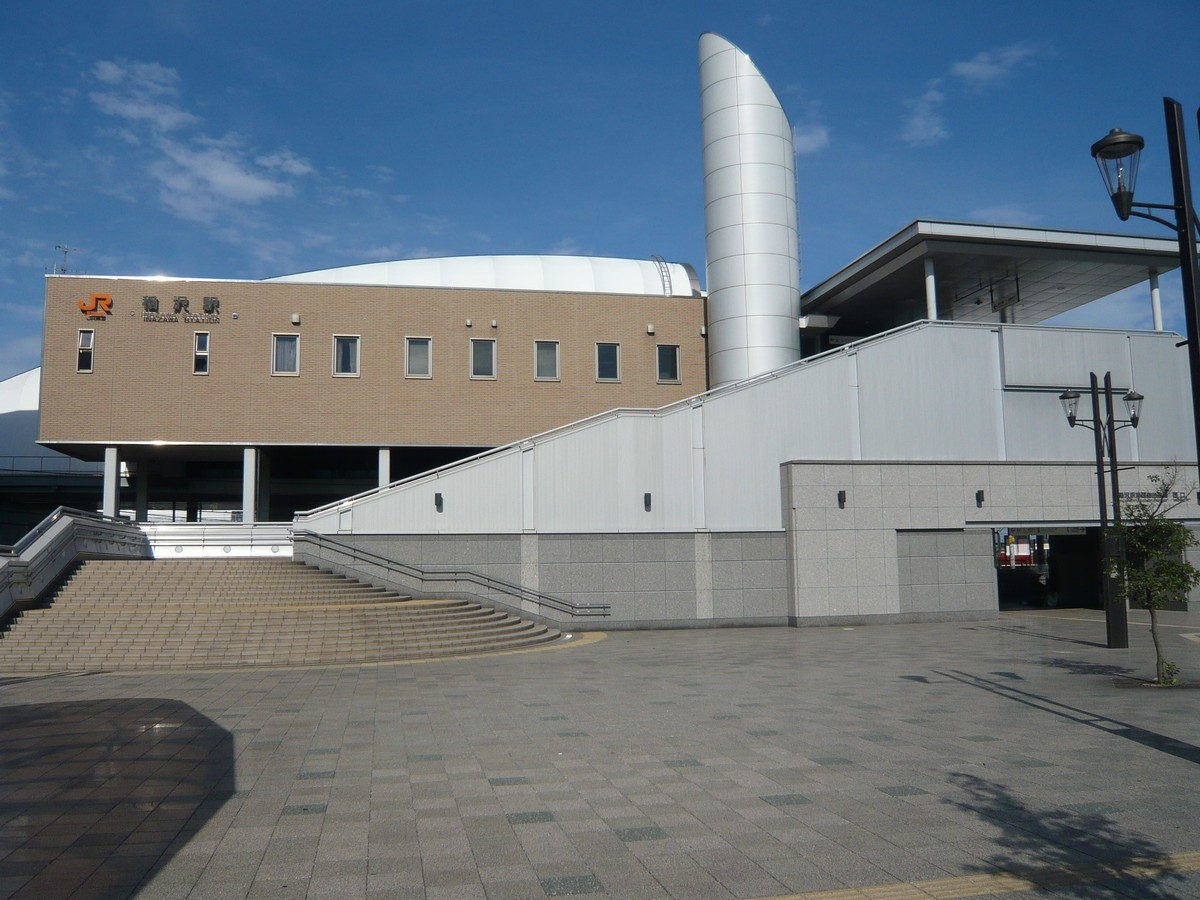